# Nude
Nude este al optulea album de studio al formației britanice de rock progresiv Camel, lansat în ianuarie 1981. Un album conceptual, Nude este inspirat după povestea reală a soldatului japonez Hiroo Onoda abandonat pe o insulă în timpul celui de-Al Doilea Război Mondial care nu știe că războiul s-a încheiat. "Nude" derivă din numele de familie Onoda. Versurile melodiilor au fost scrise de Susan Hoover cu excepția melodiei "Please Come Home" ale cărui versuri au fost scrise de Andrew Latimer. Albumul a ocupat locul 34 în Regatul Unit și a petrecut șapte săptămâni în topuri. A fost ultimul album al formației împreună cu toboșarul original Andy Ward.

## Lista de melodii
Fața A
1. "City Life" (Latimer, Hoover) - 4:41
2. "Nude" (Latimer) - 0:22
3. "Drafted" (Latimer, Hoover) - 4:20
4. "Docks" (Latimer, Watkins) - 3:50
5. "Beached" (Latimer) - 3:34
6. "Landscapes" (Latimer) - 2:30

Fața B
1. "Changing Places" (Latimer) - 4:11
2. "Pomp & Circumstance" (Latimer) - 2:05
3. "Please Come Home" (Latimer) - 1:12
4. "Reflections" (Latimer) - 2:39
5. "Captured" (Latimer, Schelhaas) - 3:12
6. "The Homecoming" (Latimer) - 2:49
7. "Lies" (Latimer, Hoover) - 4:59
8. "The Last Farewell"

- "The Birthday Cake" (Latimer) - 0:30
- "Nude's Return" (Latimer) - 3:42

## Componență
- Andrew Latimer - chitară, vocal, flaut, koto, instrumente cu claviaturi, solist vocal la melodiile "Please Come Home" și "Lies"
- Colin Bass - chitară bas, vocal, solist vocal la melodiile "City Life" și "Drafted"
- Andy Ward - tobe, percuție

Muzicieni suplimentari
- Mel Collins - flaut, piculină, saxofon
- Duncan Mackay - clape
- Jan Schelhaas - pian la "The Last Farewell"
- Chris Green - violoncel
- Gasper Lawal - percuție la "Changing Places"
- Herbie Flowers - tubă